# Redneck
Redneck, littéralement « nuque rouge », est un terme populaire anglophone désignant un stéréotype d'Euro-Américains pauvres vivant en milieu rural. Le plus souvent, il s'agit d'une personne originaire du sud des États-Unis, des Appalaches (où ils portent aussi le nom d'Hillbillies), d'Euro-Canadiens ou d'Euro-Australiens.
Le terme peut être une insulte (souvent à caractère discriminatoire), mais il est parfois utilisé par les intéressés pour définir une classe de personnes vivant en marge de la société. Le terme est couramment employé de manière similaire aux termes français rustre, péquenaud, cul-terreux, plouc ou beauf ou, au Québec, « colon », « habitant » ou encore « barakî » dans le sud de la Belgique (en Wallonie).

## Origines du terme

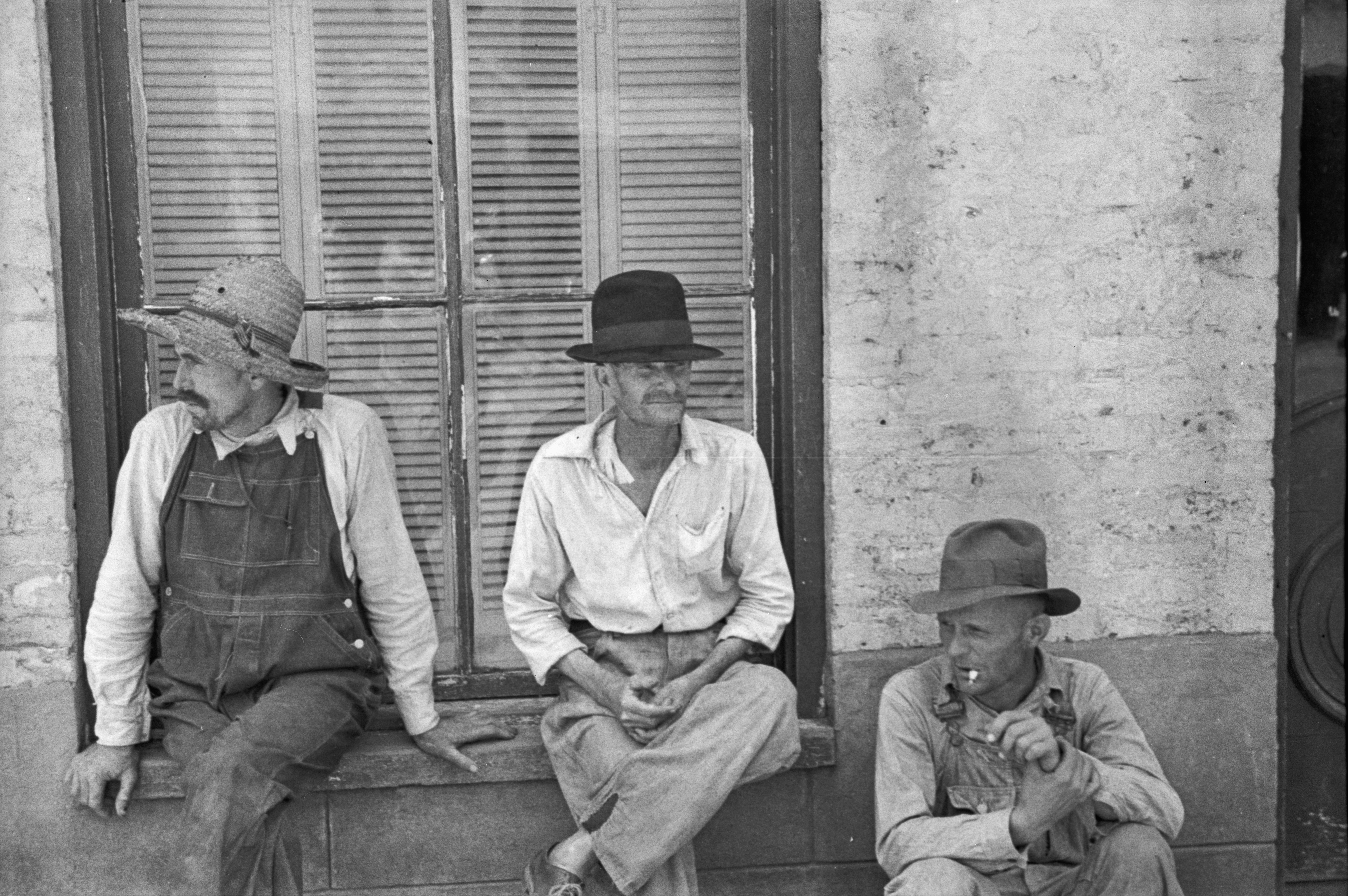
Des métayers pauvres d'Alabama en 1936.

L'étymologie exacte du terme « redneck » est discutée.  
Les presbytériens originaires d'Écosse ou d'Ulster étaient surnommés rednecks au XVIIe siècle, du fait d'écharpes rouges qu'ils portaient en signe d'appartenance religieuse. L'immigration écossaise et irlandaise aux États-Unis, et la présence de ces immigrés dans les campagnes, auraient pu occasionner l'importation du terme,. 
D'autres retracent le terme à la grève des mineurs du Midwest des années 1920, notamment la bataille de Blair Mountain en Virginie-Occidentale. Les grévistes syndicalisés s'identifiaient par le port de bandana rouge autour du cou, d'où l'apparition de terme « redneck », littéralement « cou rouge ». Le symbole reste toujours d'actualité aux États-Unis et peut notamment être observé lors de manifestations ou de grèves. Le terme aurait pris une connotation populaire péjorative après les destructions des syndicats sous le maccarthysme et en réaction à la peur rouge. 
Une autre étymologie possible vient des coups de soleil dont souffriraient les habitants des campagnes, souvent agriculteurs, du fait de leurs conditions de travail à l'air libre, à l'image de l'expression française « avoir le sang bleu », qui désignait les nobles car ils avaient la peau très blanche, entre autres par manque de travail au soleil.

## Utilisation
Le terme « redneck » devient particulièrement populaire après la guerre de Sécession, pour désigner les habitants blancs pauvres, généralement déclassés par la guerre, du Sud des États-Unis. La popularité du terme a engendré son importation dans le reste des États-Unis, ainsi que dans le langage courant du Canada anglais.
Au XXIe siècle, il est employé, soit de manière méprisante, pour désigner des habitants des campagnes américaines ou canadiennes — souvent supposés ignares, alcooliques et chauvins, voire, dans les cas extrêmes, dégénérés — soit sous une forme de revendication humoristique ou identitaire, par les ruraux nord-américains eux-mêmes, ou par des personnalités revendiquant leur milieu ou leur origine populaires,. 
En Afrique du Sud, le terme « Red Necks » désignait les soldats britanniques pendant la première guerre des Boers.

## Dans la culture populaire

### Littérature
Erskine Caldwell (1903-1987), dans au moins deux de ses romans, La Route au tabac (Tobacco Road, 1932) et Le Petit Arpent du Bon Dieu (God's Little Acre, 1933), établit de tels personnages.
Son épouse, Margaret Bourke-White (1904-1971), photographe, fait connaître la paupérisation du monde rural américain à la suite de la Grande Dépression.
Au moins, les personnages des Les Raisins de la colère (roman (1939), et adaptation au cinéma en 1940) gardent quelque dignité.

### Cinéma et télévision
- Le film Délivrance (1972), de John Boorman, adaptation du roman (1970) de James Dickey, présente quelques spécimens.

- Dans la série télévisée et le film homonyme Shérif, fais-moi peur, sont présentés avec une certaine bonhommie des caricatures de rednecks.

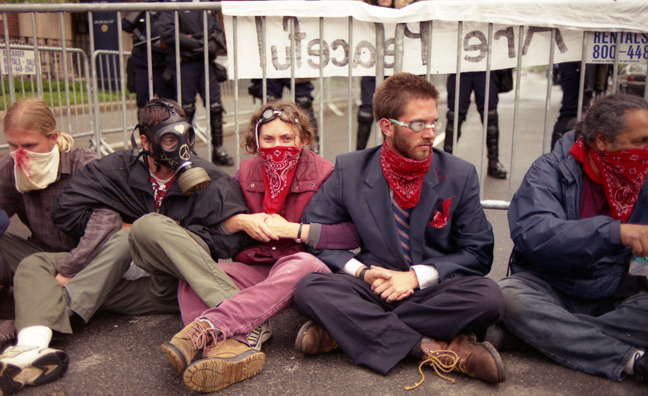
Manifestation à Washington DC. Port de bandanas rouges, symboles pro-syndicaliste.

- Dans le documentaire Fahrenheit 11/9 de Michael Moore (2018), durant une interview de Richard Ojeda est abordée l'histoire de la « peur rouge » redneck dans son sens syndicaliste, en référence à la grève des enseignants de Virginie-Occidentale de 2018.
- Dans la série The Walking Dead, les personnages Daryl et Merle Dixon sont issus de la communauté Redneck de Georgie.

### Jeux vidéo
- Dans Grand Theft Auto V, un des trois héros, Trevor Philips (qui vit dans une caravane dans une petite ville du désert de San Andreas), est l'archétype du redneck[9].
- Dans Postal, plusieurs rednecks peuvent être rencontrés à Paradise.
- Dans la série des Redneck Rampage.